# Eudonia shafferi
Eudonia shafferi là một loài bướm đêm trong họ Crambidae.